# Anderslöv
Anderslöv är en tätort i Trelleborgs kommun och kyrkby i Anderslövs socken i Skåne.
Anderslöv är en handelsort på Söderslätt. Kyrkan, och den tidigare gästgivargården ligger på var sin sida om landsvägen. Den nya  Anderslövs gästgivaregård, byggd 1812 liggen 200 m österut.

## Historia
År 1884 invigdes Börringe-Anderslövs järnväg (BAJ), vilken förlängdes 1887 och därigenom blev Börringe-Östratorps järnväg (BÖJ, förstatligad 1941). Persontrafiken på järnvägen upphörde 1957, medan godstrafiken Börringe-Anderslöv fortlevde till 1959. Den 7 oktober 1921 inrättades Anderslövs municipalsamhälle inom Anderslövs landskommun, vilken utvidgades 1952 varefter municipalsamhället upphörde vid årsskiftet 1954/55.
Då järnvägen kom till byn blev det genast en tillväxt i samhället. Den första järnvägsstationen var en stor och enkel byggnad i trä, och i den byggnaden fanns det väntsal, expedition, magasin, lokstall, reparationsverkstad och bostad för stinsen. 
År 1887 byggdes en ny linje söderut, då flyttades bland annat lokstallet och reparationsavdelningen till Östra Torp, vilket då förminskade stationshuset eftersom delen där de fanns revs.
Efter att stationshuset förminskats stod det oförändrat fram till 1949, då det ansågs att ett nytt stationshus behövde byggas. Järnvägen lades ner 1959 och stationshuset blev först en busstation och godsinlämningsställe, senare blev det en lokal för Mera System AB.

### Befolkningsutveckling
År 1990 definierade SCB ett område söder om tätorten som småort med namnet Trelleborg:5 och småortskoden S3913. Dessa villor hade då 57 invånare på en yta av 2 hektar. Sedan dess har området ingått i tätorten Anderslöv.
| Befolkningsutvecklingen i Anderslöv 1960–2024 | Befolkningsutvecklingen i Anderslöv 1960–2024 | Befolkningsutvecklingen i Anderslöv 1960–2024 | Befolkningsutvecklingen i Anderslöv 1960–2024 | Befolkningsutvecklingen i Anderslöv 1960–2024 |
| --------------------------------------------- | --------------------------------------------- | --------------------------------------------- | --------------------------------------------- | --------------------------------------------- |
|                                               |                                               |                                               |                                               |                                               |
| År                                            |                                               |                                               | Folkmängd                                     | Areal (ha)                                    |
| 1960                                          | 1960                                          |                                               | 881                                           |                                               |
| 1965                                          | 1965                                          |                                               | 919                                           |                                               |
| 1970                                          | 1970                                          |                                               | 979                                           |                                               |
| 1975                                          | 1975                                          |                                               | 1 160                                         |                                               |
| 1980                                          | 1980                                          |                                               | 1 188                                         |                                               |
| 1990                                          | 1990                                          |                                               | 1 442                                         | 84                                            |
| 1995                                          | 1995                                          |                                               | 1 596                                         | 90                                            |
| 2000                                          | 2000                                          |                                               | 1 549                                         | 90                                            |
| 2005                                          | 2005                                          |                                               | 1 680                                         | 94                                            |
| 2010                                          | 2010                                          |                                               | 1 808                                         | 103                                           |
| 2015                                          | 2015                                          |                                               | 1 963                                         | 138                                           |
| 2020                                          | 2020                                          |                                               | 1 958                                         | 135                                           |
| Anm.: Sammanvuxen 2015 med Sörby              |                                               |                                               |                                               |                                               |

## Samhället
I Anderslöv finns två mataffärer (ICA och Matöppet), 2 pizzerior. två frisörer, ett gym samt en brandstation.
I byn finns tre förskolor, en låg/mellanstadieskola och högstadieskolan Väståkra. 

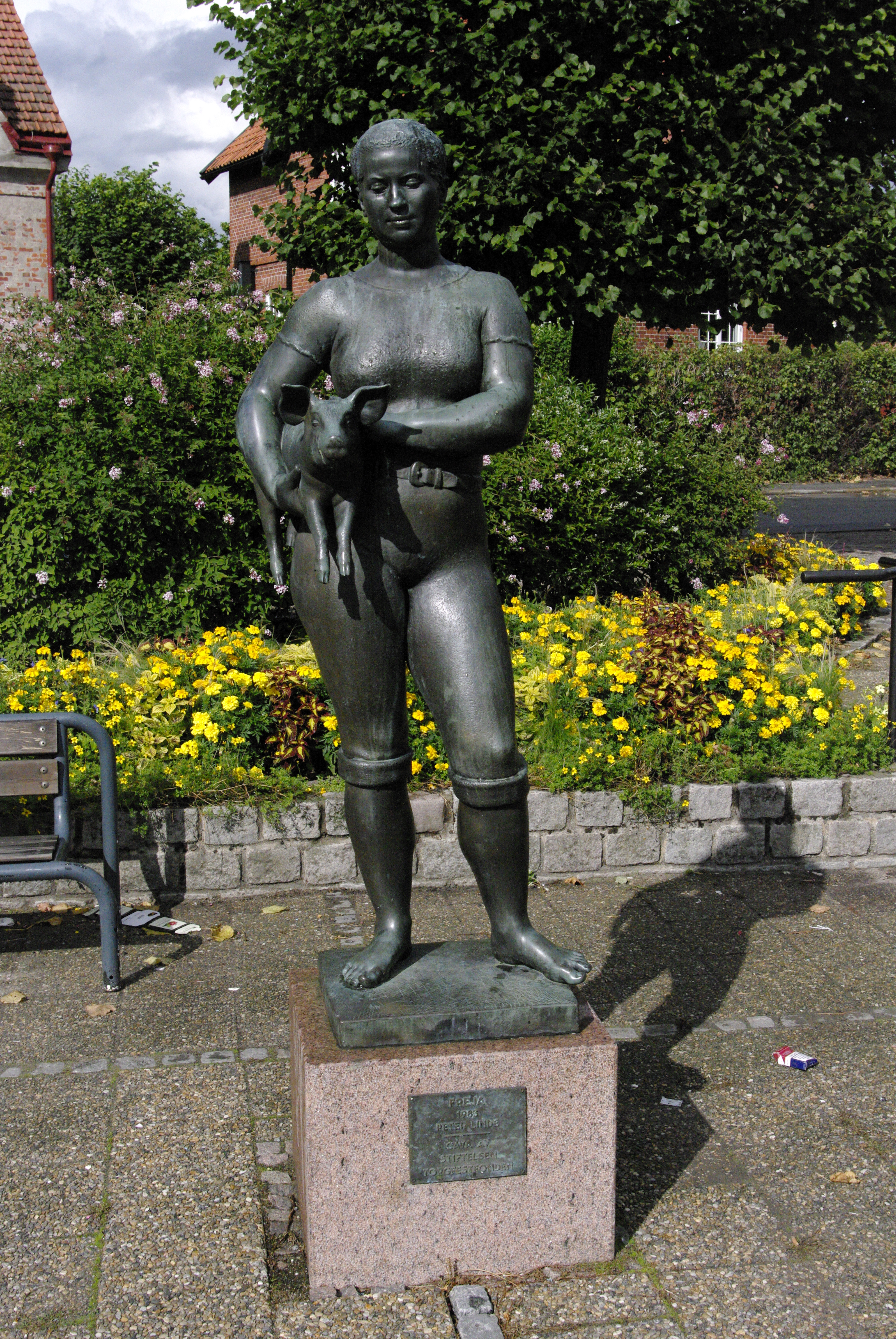
Freja avbildad av Peter Linde 1983. Gåva av Stiftelsen Torgfestfonden.
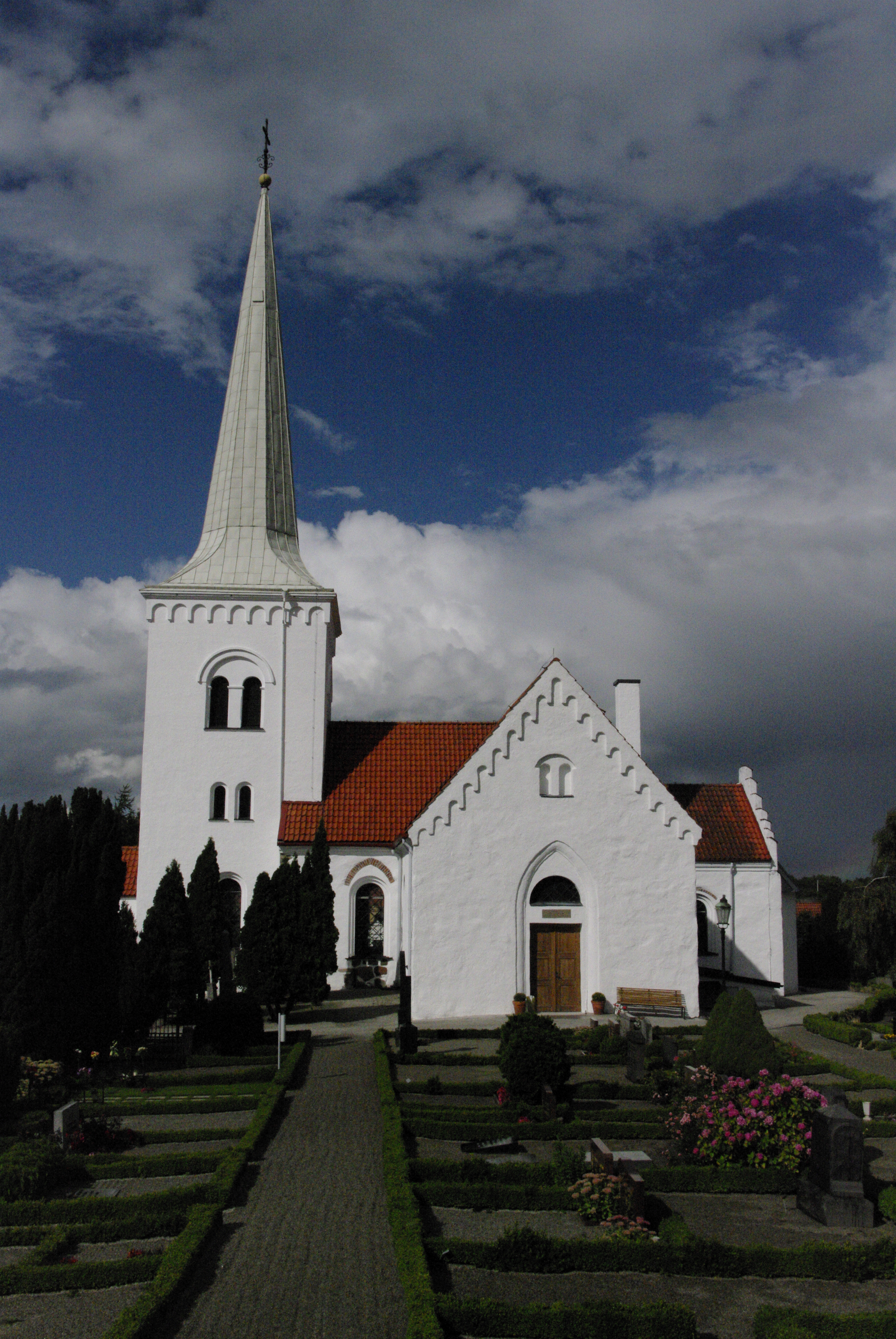
Anderslövs kyrka.
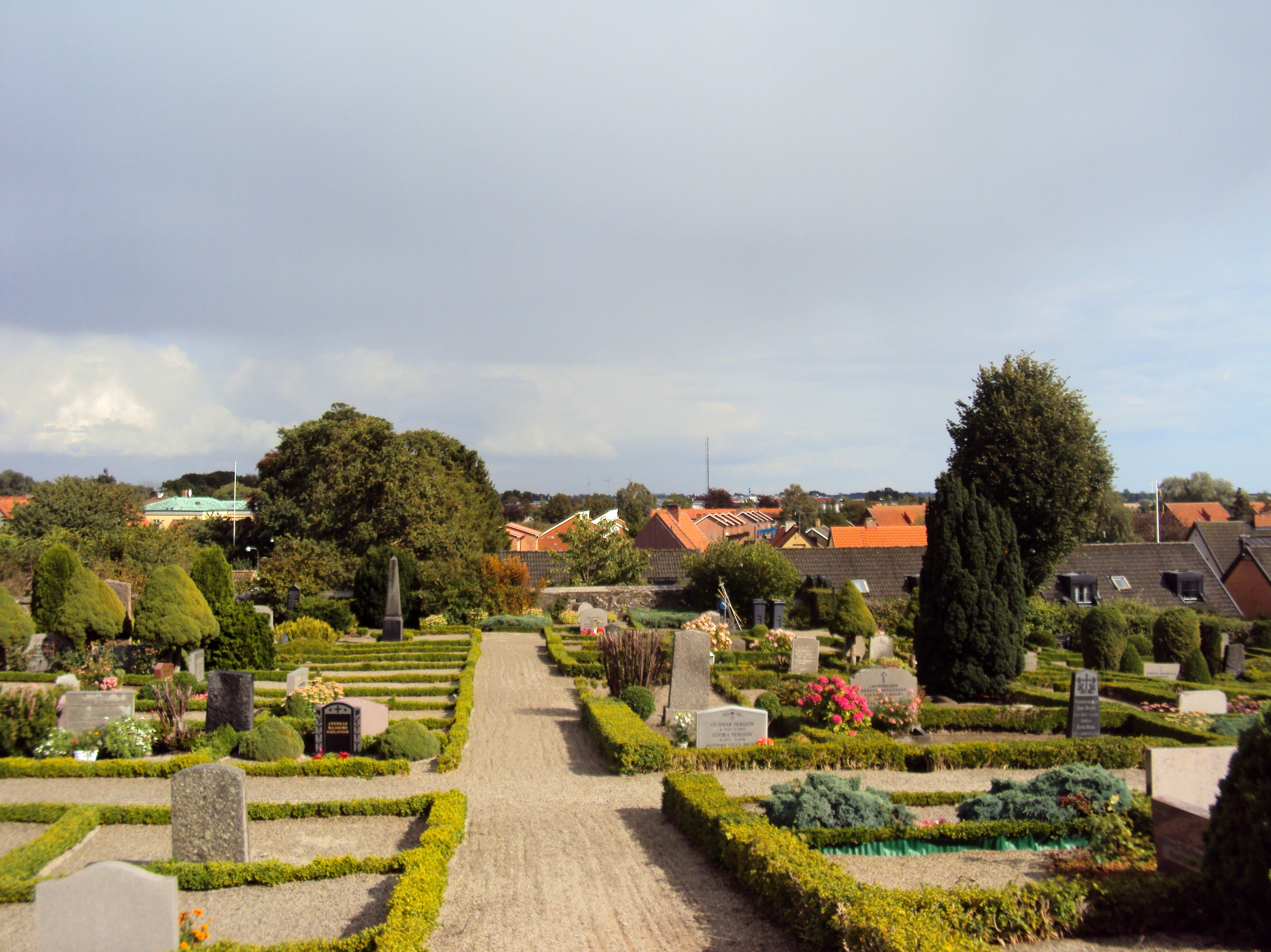
Anderslövs kyrkogård med vy över hustaken.

## Näringsliv
Viktiga företag i Anderslöv är Gasell Profil, som numera ägs av finska Ruukki och armaturtillverkaren Ateljén i Anderslöv som har design, produktutveckling och tillverkning av det egna varumärket Zlamp på orten.

### Bankväsende
Wemmenhögs härads sparbank grundades i Anderslöv år 1848. Den uppgick 1970 i Malmö sparbank Bikupan.
År 1911 etablerade sig två privatbanker i Anderslöv, nämligen Malmö folkbank och Skånska handelsbanken. Dessa banker uppgick sedermera i Nordiska Handelsbanken och Skandinaviska kreditaktiebolaget. När Nordiska Handelsbanken avvecklades 1925 överläts dess rörelse i Anderslöv till Skandinaviska kreditaktiebolaget.
SEB lämnade Anderslöv runt 1990-talet och dess lokal övertogs av Svenska kyrkan. Swedbank lade ner kontoret i Anderslöv den 18 november 2016, varefter orten saknade bankkontor.

## Idrott
Det finns flera föreningar i Anderslöv, till exempel Anderslövs BoIK (fotboll), Anderslövs GF (gymnastik och friidrott), folkdans, padel och pingis.

## Teater
Piggsvinsteatern har varit verksam i Anderslöv i över 30 år. Piggsvinsteatern genomför varje år minst två teaterproduktioner för både barn och vuxna.

## Evenemang
Anderslövs marknad arrangeras varje år i byn, sedan 1977.

## Orten i litteraturen
Boken Polismördaren av Sjöwall Wahlöö utspelar sig till stor del i Anderslöv med omgivning.

## Personer från orten
Från Anderslöv kom organisten och tonsättaren Axel Boberg och den liberale riksdagsmannen Jöns Pålsson. Från Anderslöv är också Nils Holmqvist, TV-meteorolog.